# Billy Strayhorn
William Thomas Strayhorn (Dayton, Ohio, 29 november 1915 – New York, 31 mei 1967) was een Amerikaans componist en pianist.

## Levensloop
Billy Strayhorn speelde als klein jongetje piano bij zijn grootmoeder Elizabeth Craig Strayhorn, die in Hillsborough woonde. Kort nadat zijn familie naar Pittsburgh in Pennsylvania vertrokken was, kreeg hij pianoles van Charlotte Catlin. Hij speelde ook in de High School Band mee. Strayhorn studeerde aan het Pittsburgh Musical institution klassieke muziek. Hij was een zeer getalenteerd muzikant en hij beïnvloedde verschillende andere kunstenaars. Zo voltooide Lena Horne haar vakbekwaamheid in klassieke muziek en stijl van zingen in samenwerking met Strayhorn.
Sinds 1939 behoorde hij als arrangeur en tweede pianist tot het orkest van Duke Ellington en bereisde met hem de wereld. Zo leefde hij voor een bepaalde tijd in Parijs. Samen met Duke Ellington componeerde hij de Queen's Suite dat zij aan Koningin Elizabeth II van het Verenigd Koninkrijk hebben opgedragen. Verdere gezamenlijke werken met Duke Ellington zijn onder andere Deep South Suite (1947), de Shakespearean Suite of Such Sweet Thunder (1957), een arrangement van de Notenkraker Suite (1960) van Tsjaikovski en een arrangement van de Peer Gynt Suite (1962) van Grieg. Twee van hun suites hebben als thema de strijd en de triomf van de zwarte bevolking in de Verenigde Staten, te weten de Jump for Joy Suite uit 1950 en de My People Suite uit 1963. Voor de uitvoering is een spreker nodig en voor beide werken bestaan er choreografieën. My People Suite werd door Strayhorn tijdens de Negro Exposition in 1963 in Chicago zelf gedirigeerd. Een eveneens bekend geworden andere suite is A Drum Is a Woman en de Far East Suite. Hun bekendste werk is ongetwijfeld Take The 'A' Train waarvan ook een bewerking voor orkest en harmonieorkest bestaat.
Billy Strayhorn heeft ook rond 200 eigen werken geschreven zoals Chelsea Bridge, Passion Flower, Day Dream, Johnny Come Lately, Rain-check en Clementine. Zijn werken zijn internationaal bekend geworden. In 1946 werd hij met de Esquire Silver Award onderscheiden. In 1965 werd hij door de Duke Ellington Jazz Society gevraagd om een concert voor de New School for Social Research te presenteren waar werken van Strayhorn uitgevoerd werden. Twee jaren later overleed Billy Strayhorn aan kanker. Zijn vriend Duke Ellington nam als huldeblijk aan Strayhorn een collectie van zijn bekendste werken op onder de titel "And His Mother Called Him Bill".